# Автомобільні коди країн

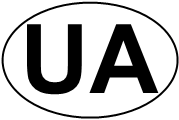
Автомобільний код України для міжнародного руху

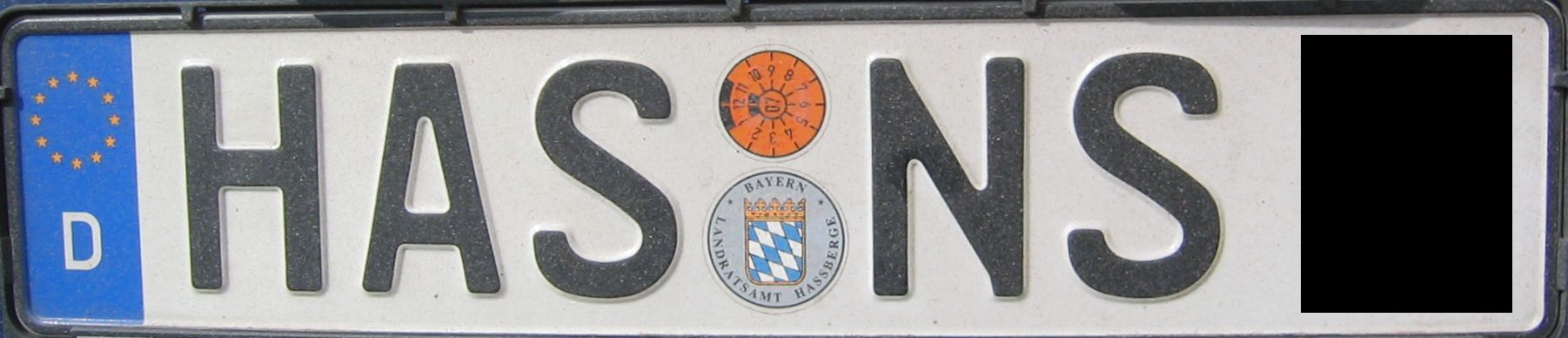
Автомобільний номерний знак Німеччини

Розпізнавальні знаки автотранспортних засобів країн світу (також Автомобільні коди країн або IVR коди) застосовуються, щоб ідентифікувати держави реєстрації автомобілів. Зазвичай ці коди зображуються заголовними літерами на наліпці овальної форми, яка розміщується на задній частині автомобіля. Спочатку приналежність автомобіля визначалася наліпками, але потім поступово всі країни почали переходити на визначення за автомобільними реєстраційними знаками. У Європейському Союзі овальні наліпки з кодами необов'язкові, позаяк цей код зображується на стандартному реєстраційному номері автомобіля.

## Регулювання
Присвоєння кодів регулюється ООН як «Знаки розрізнення автомобілів у міжнародному русі», ґрунтуючись на Женевській конвенції про дорожній рух 1949 року та Віденській конвенції про дорожній рух 1968 року. Багато кодів збігаються з дволітерними або трилітерними кодами ISO 3166-1.

## Автомобільні коди країн
| Країна                           | Знак |
| -------------------------------- | ---- |
| Афганістан                       | AFG  |
| Ангола                           | PAN  |
| Албанія                          | AL   |
| Андорра                          | AND  |
| Аргентина                        | RA   |
| Австралія                        | AUS  |
| Австрія                          | A    |
| Бурунді                          | RU   |
| Бельгія                          | B    |
| Бенін                            | DY   |
| Бахрейн                          | BRN  |
| Болгарія                         | BG   |
| Бразилія                         | BR   |
| Бруней                           | BRU  |
| Центральноафриканська Республіка | RCA  |
| Канада                           | CDN  |
| Швейцарія                        | CH   |
| Чилі                             | RCH  |
| КНР                              | CN   |
| Кот-д'Івуар                      | CI   |
| Камерун                          | CAM  |
| Республіка Конго                 | CR   |
| Колумбія                         | CO   |
| Куба                             | C    |
| Кіпр                             | CY   |
| Чехія                            | CZ   |
| Німеччина                        | D    |
| Данія                            | DK   |
| Домініканська Республіка         | DOM  |
| Алжир                            | DZ   |
| Еквадор                          | EC   |
| Єгипет                           | ET   |
| Іспанія                          | E    |
| Естонія                          | EST  |
| Ефіопія                          | ETH  |
| Фінляндія                        | FIN  |
| Франція                          | F    |
| Велика Британія                  | GB   |
| Гана                             | GH   |
| Гібралтар                        | GBZ  |
| Гамбія                           | WAG  |
| Греція                           | GR   |
| Гватемала                        | GCA  |
| Гонконг                          | HK   |
| Хорватія                         | CRO  |
| Гаїті                            | RH   |
| Угорщина                         | H    |
| Індонезія                        | RI   |
| Індія                            | IND  |
| Ірландія                         | IRL  |
| Іран                             | IR   |
| Ірак                             | IRQ  |
| Ісландія                         | IS   |
| Ізраїль                          | IL   |
| Італія                           | I    |
| Ямайка                           | JA   |
| Йорданія                         | HJK  |
| Японія                           | J    |
| Кенія                            | EAK  |
| Камбоджа                         | K    |
| Південна Корея                   | KO   |
| Кувейт                           | KWT  |
| Лаос                             | LAO  |
| Ліван                            | RL   |
| Ліхтенштейн                      | FL   |
| Шрі-Ланка                        | CL   |
| Лесото                           | LS   |
| Литва                            | LT   |
| Люксембург                       | L    |
| Латвія                           | LV   |
| Марокко                          | MA   |
| Монако                           | MC   |
| Мадагаскар                       | RM   |
| Мексика                          | MEX  |
| Малі                             | RMM  |
| Мальта                           | M    |
| М'янма                           | BA   |
| Мавританія                       | RIM  |
| Малаві                           | MW   |
| Малайзія                         | MAL  |
| Нігер                            | RN   |
| Нігерія                          | WAN  |
| Нікарагуа                        | NIC  |
| Нідерланди                       | NL   |
| Норвегія                         | N    |
| Нова Зеландія                    | NZ   |
| Пакистан                         | PAK  |
| Панама                           | PA   |
| Перу                             | PE   |
| Філіппіни                        | RP   |
| Польща                           | PL   |
| Португалія                       | P    |
| Парагвай                         | PY   |
| Румунія                          | RO   |
| Росія                            | RUS  |
| Руанда                           | RWA  |
| Сенегал                          | SN   |
| Сінгапур                         | SGP  |
| Сьєрра-Леоне                     | WAL  |
| Сальвадор                        | ES   |
| Сан-Марино                       | RSM  |
| Сомалі                           | SO   |
| Суринам                          | SME  |
| Словаччина                       | SK   |
| Швеція                           | S    |
| Сирія                            | SYR  |
| Того                             | TG   |
| Таїланд                          | T    |
| Тринідад і Тобаго                | TT   |
| Туніс                            | TN   |
| Туреччина                        | TR   |
| Тайвань                          | RC   |
| Танзанія                         | EAT  |
| Уганда                           | EAU  |
| Україна                          | UA   |
| Уругвай                          | ROU  |
| США                              | USA  |
| Ватикан                          | V    |
| Венесуела                        | YV   |
| В'єтнам                          | VN   |
| ПАР                              | ZA   |